# كوشك كلجك (نرغسان)
كوشك كلجك (بالفارسية: کوشک کلجک) هي منطقة سكنية تقع في إيران في قسم نرغسان الریفي. يقدر عدد سكانها بـ 168 نسمة بحسب إحصاء 2016.